# RTP (Bolivia)
RTP (abreviación de Radio Televisión Popular) es un canal de televisión abierta boliviano, con sede en La Paz. Fue lanzado en 1985 por Carlos Palenque y es propiedad del Sistema Nacional de Radiodifusión Boliviana (más conocido como Sistema RTP).

## Historia
En 1984, Carlos Palenque, fundó el canal impulsado por el éxito de su emisora radial Radio Metropolitana, fundada cuatro años antes.

### Cierre y lanzamiento de Condepa
En junio de 1988, el gobierno del Movimiento Nacionalista Revolucionario bajo el mando de Víctor Paz Estenssoro, ordenó el cierre de la estación radial Metropolitana y del canal RTP por una entrevista al narcotraficante Roberto Suárez Gómez, que involucró a Paz Estenssoro. El Estado consideró que la entrevista era una apología al delito y una falta de respeto al presidente.
El cierre fue rechazado por las organizaciones de prensa. La muchedumbre que originó el hecho no solo obligó a la reapertura de ambas estaciones, sino que llevó a la fundación de Condepa.

### Venta del canal y era Garafulic (1995-2002)
Todo continuó con la compra de RTP por parte de ATB y La Razón. 
Tras las ganancias recibidas por las producciones de Televisa, el Grupo Garafulic compró el 30% de las acciones y trasladando toda la programación restante a RTP y Bolivisión [cita requerida]. Teniendo de esa forma a Garafulic como dueño total, hasta la quiebra de Lloyd Aéreo Boliviano, lo cual llevó a que el Grupo PRISA se lleve todas las propiedades del Grupo Garafulic. 

### RTP, propiedad de ATB (2002-2007)
Durante los 4 años, RTP tampoco pasó a ser un negocio fundamental. Aquello llevó a que el Grupo PRISA también venda inmediatamente el 30% de RTP a Mónica Medina, quien fuera esposa de Palenque.

### Era Palenque  (2007-2018)

#### Jorge Luis Palenque
En 2008, RTP empezó a emitirse por señal abierta en Santa Cruz de la Sierra, siendo disponible también por el cableoperador ITS; en enero de 2014, el canal se agregó a la oferta digital de Cotas.
El hijo de Carlos Palenque y Mónica Medina familiarizado con el medio desde sus 10 años, en 2014, asumió la dirección de RTP, después de haberse desempeñado en la dirección de La Doble 8, una radio que también formaba parte del Sistema RTP.
Sus primeros cambios fueron dejar de transmitir telenovelas que antiguamente se emitieron en otras cadenas como Pantanal, distanciarse de los talk show (habituales en la mayoría de canales) y transmitir varias películas (en su mayoría, de Paramount Pictures, Nickelodeon de Paramount Global en conjunto con su socio de larga data, ATB). El canal también logro producir sus propias series, en su mayoría identificadas como Documentales RTP (siendo la más notable, Busch, dos disparos al amanecer), o retransmitir varias series nacionales. Mantuvo varios programas como La Tribuna Libre del Pueblo o La Wislla Popular, pero también trajo programas, que en su mayoría, se emitieron por Bolivia TV.

#### Controversia sobreBailando por un sueño
Mientras se emitió el reality show Bailando por un sueño en Red Uno, Jorge Luis Palenque, criticó al canal, al programa y afirmó que era televisión basura, en comparación a la programación de RTP. Dijo que el programa, también cosificaba a la mujer.

### Señal HD y relanzamiento del canal

#### RTP en HD (2018)
Después de varios intentos de lanzar su señal en HD, la ATT (la Autoridad de Telecomunicaciones y Transportes de Bolivia), autorizó a Radiodifusoras Populares S.A. (razón social del canal) a operar en Alta definición, según el D.S. 3152. Si bien la licencia se aplica para el eje Troncal (La Paz, Cochabamba y Santa Cruz), la señal sólo opera en La Paz, por poseer solo una señal en VHF.

#### Rebranding del canal (2021-)
RTP presentó su nuevo logo en 2021, y con ello, llego a renovar su programación paulatinamente.
En 2023, RTP hizo cambios radicales, cambiando a Cinemundo de horario (una revista de origen cinematográfico, similar a Cinescape y que se mudó de Red Uno) y retirando Axesso (un programa musical dedicado al rock, anteriormente emitido en Bolivia TV) y reemplazándolos por más películas de Paramount así como un nuevo reality, Lucha de Caseras (conducido por la ex-conductora de Sipiripi, Rayssa Arias).
En 2024, pierde completamente los derechos de las películas de Paramount Pictures, siendo Red Uno, el único canal con un convenio con Paramount Global (emitiendo series de Nickelodeon)

## Programas
- La Tribuna Libre del Pueblo
- Taypi
- RTP Informa
- Noticiero Popular
- La Wislla Popular
- El Equipo Deportivo
- Los Principales
- Gustito Boliviano
- QD Show
- Fuego Cruzado
- Teatro nacional
- Haciendo Historia
- Domingueando
- Cinemundo
- Tu Top
- Fiebre de Finde
- Claroscuro
- El Telepolicial
- Ritmo Popular
- ABC de la medicina
- El frente CCTV
- No Mentirás
- RTP Mundo
- Sábado Estelar
- El XQ de las noticias
- Las Noches con Rodrigo Zelaya
- Desacuerdo
- Kausay Pacha
- Reporte Rural

## Rostros del canal

### Actuales
- Jorge Luis Palenque
- Ángel Careaga
- Valeria Gonzáles
- Pepe Murillo
- Inés Quispe
- Eduardo Godoy
- Soraya Delfin
- Irguen Pastén
- Sofía Aracena
- Álvaro Funes
- Marco Tarifa

### Anteriores
- Carlos Palenque
- Adolfo Paco
- Edgar Pato Patiño
- Mónica Medina
- Remedios Loza
- Perico Pérez

### Voz institucional
- Dieter Rocha (Desde 2016)